# Actia darwini
Actia darwini là một loài ruồi trong họ Tachinidae.